# حادثة روزويل
حادثة روزويل (بالإنجليزية: Roswell UFO incident)‏ هي حادثة وقعت في 8 يوليو 1947، حيثُ تحطم بالون مُراقبة عسكري للقوات الجوية في مزرعة مواشي بالقُرب من مقاطعة شافيز، نيومكسيكو. زَعَمّت الإدعاءات بأنها سفينة فضائية من خارج كوكب الأرض.
بعد التصّريحات الأولِية، أعلَنَ الجيش الأمريكي أن الحادث كان لبالون طقس تقليدي. ضعِف الاهتمام بالموضوع حتى نِهاية سبعينات القرن العشرين، عندما بدأ اليوفولوجي بإصدار مجموعة مُتنوعة من نظريات المؤامرة مُدعية أن واحدة أو أكثر من المركبات الفضائية الغريبة تحطمت على الأرض، وأن مخلوقات من خارج الأرض عُثر عليها في مكان الحادث، وأن الجيش قام بعمليات تَستُر على الموضوع.

## أحداث عام 1947
اندلع تسلسل الأحداث في يوليو عام 1947 بسبب تحطم منطاد عسكري بالقرب من روزويل. أقلع المنطاد من قاعدة هولمان الجوية قبل شهر. كان يحمل جهاز رادار عاكس الذي صُنِّف من أحد أجهزة الاستشعار التابعة لمشروع موجول الذي أُنشأ لأغراض المراقبة والتجسس على التجارب النووية التي يقوم بها الاتحاد السوفيتي.
لاحظ ويليام برازيل، رئيس عمال في مزرعة جي بي فوستر، أكوام من الحطام على بعد حوالي 30 ميل (50 كيلومتر) شمال روزويل بولاية نيومكسيكو. ذُكر هذا التاريخ - أو ما يقرب من ثلاثة أسابيع قبل 8 يوليو - في قصص لاحقة عن برازيل، لكن أوضح البيان الصحفي الأولي الصادر عن قاعدة والكر الجوية (آر إيه إيه إف) أن الحطام قد تم إيجاده «في وقت ما من الأسبوع الفائت» بالاقتراح بأن برازيل قد وجده في أوائل شهر يوليو. صرَّح برازيل لصحيفة روزويل دايلي ريكورد أنه رأى وابنه «مساحة كبيرة من الحطام الناعم المكون من قطع من المطاط والقصدير وورق المونيوم وعصي قاسية نوعًا ما». لكنه لم يعرها اهتمامًا كبيرًا، لكنه عاد لاحقًا مع ولديه وزوجته لجمع جزء من ذلك الحطام. وصفت بعض الروايات برازيل بأنه جمع بعض تلك المواد في وقت سابق، ودرسها معًا وخبأها تحت أغصان الشجر. في اليوم التالي، سمع برازيل أنباء عن «أقراص طائرة» وتساءل عمل إذا كانت مرتبطة بالمواد التي جمعها. في 7 يوليو، رأى برازيل المأمور ويلكوكس «وهمس له» بأنه قد وجد قرص طائر. في قصة أخرى، تم الاقتباس عن ويلكوكس قائلًا بأن برازيل قد أبلغ عن القرص في 6 يوليو.
اتصل ويلكوكس بالرائد جيسي مارسيل، ثم استدعى مارسيل الكولونيل شيريدان كافيت والرقيب بيل ريكيت إلى المزرعة بهدف جمع المزيد من القطع. صرَّح مارسيل: «قضينا ساعتين بعد ظهر الاثنين الواقع في 7 يوليو بحثًا عن أي أجزاء أخرى من القرص. وقد وجدنا بعض القطع الأخرى من ورق المونيوم والمطاط».

في 8 يوليو عام 1947، أصدر والتر هاوت، الناطق الرسمي لقاعدة روزويل الجوية، بيانًا صحفيًا ذكر فيه أن موظفين من مجموعة العمليات 509 في الميدان قد وجدوا «قرص طائر»، الذي كان قد تحطم في مزرعة بالقرب من روزويل. وعلى الفور تم استلام البيان من قبل العديد من المنافذ الإخبارية:
أصبحت الشائعات العديدة بشأن القرص الطائر حقيقة واقعة بالأمس عندما كان مكتب الاستخبارات التابع لمجموعة العمليات 509 التابعة للقوات الجوية الثامنة، محظوظًا بما يكفي للحصول على القرص من خلال تعاون أحد المزارعين المحليين ومكتب مدير الشرطة في مقاطعة تشافيس. وقد حطَّ الجسم الطائر في مزرعة بالقرب من روزويل في وقت ما من الأسبوع الماضي. وفي ظلّ ضعف القدرة على الاتصال، قام المزارع بالاحتفاظ بالقرص إلى أن يتمكن من الاتصال بمكتب المأمور، الذي قام بدوره بإخطار السيد جيسي مارسيل من مكتب مخابرات مجموعة العمليات 509 الذي بدوره اتخذ الإجراءات المطلوبة على الفور ثم تم جلب القرص من منزل المزارع. عملت قاعدة روزويل الجوية على فحص القرص ثم أرسلته إلى الرائد مارسيل وبعد ذلك إلى المقر الأعلى للجيش.
أُرسِل تلكس إلى مكتب التحقيقات الفيدرالي (إف بي آي) من فورت وورث، تكساس، نقلًا عن رائد من قوات الجو الثامنة (مقرها أيضًا في فورت وورث في قاعدة كارسويل الجوية) في 8 يوليو من عام 1947، مفاده أن: «القرص هو سداسي الشكل وكان معلقًا على منطاد جوي بواسطة كابل بقطر يساوي حوالي عشرين قدمًا (6 أمتار). يشير الرائد كورتان كذلك إلى أن الجسم الذي عثر عليه يشبه منطاد طقس يحوي جهاز رادار عاكس لكن المحادثة الهاتفية بين مكتبهم وحقل رايت لم تثبت هذه الفرضية.

كما جاء في طبعة 9 يوليو عام 1947 من صحيفة روزويل دايلي ريكورد:
شعر برازيل بأن طول المنطاد الذي يحمله، في حال كانت هذه هي الطريقة التي يعمل بها، يجب أن يكون 12 قدمًا (3.5 متر)، عند قياس المسافة بحجم الغرفة التي كان فيها. كان لون المطاط رمادي غامق يغطي مساحة قطرها حوالي 200 ياردة (180متر). عندما تم جمع الحطام، وُضعت حزمة من المطاط وورق القصدير والشريط اللاصق والعصي طولها حوالي ثلاثة أقدام (متر واحد) وعرضها حوالي 7 أو 8 إنشات (18 أو 20 سم)، وحزمة أخرى من المطاط طولها حوالي 18 أو 20 إنش (45 أو 50 سم) وعرضها حوالي 8 إنشات (20 سم). قدَّر برازيل وزن كامل القطعة تقريبًا خمسة أرطال (2 كغ). لم يكن هناك أي أثر على وجود المعادن في المنطقة الذي قد استخدم في صنع المحرك، ولم يكن هناك أي أثر لوجود مراوح دافعة، على الرغم من وجود واحدة على الأقل منها ملصقة على ورق القصدير. لم توجد أي كلمات أو عبارات عليها على الرغم من وجود بضعة أحرف على بعض أجزائها. تم استخدام شريط سكوتش كبير وبعض الأشرطة المطبوع عليها رسومات أزهار. لم يتم العثور على أي خيوط أو أسلاك، لكن كان هناك بعض الثقوب على الورقة كدليل على استخدام جزء منها.
اتصل الكولونيل ويليام إتش بلانشارد، قائد الفرقة 509، بالجنرال روجر رامي من القوات الجوية الثامنة في فورت وورث، تكساس، وأمر رامي بنقل الجسم جوًا إلى قاعدة روزويل الجوية. وهناك، أكد موظف الأمر القضائي إيرفينغ نيوتن رأي الجنرال رامي الأولي إذ حدد الجسم على أنه منطاد طقس ذي طائرة ورقية، وهو اسم مستعار لرادار عاكس يستخدم لتعقب المناطيد من الأرض.
قرر الجيش إخفاء الغرض الحقيقي من الجهاز المحطم – مراقبة التجارب النووية- وبدلًا من ذلك صرًّح بأن التحطم كان ناجمًا عن منطاد طقس. في وقت لاحق من ذلك اليوم، ذكرت الصحف أن الجنرال رامي صرَّح أن جيش القاعدة الجوية قاموا باستعادة منطاد الطقس. وعُقِد مؤتمر صحفي عُرض فيه الحطام المكون من (ورق القصدير والمطاط والخشب) والذي قيل بأنهم أجزاء من الجسم المحطم الذي يضاهي وصف منطاد الطقس. كتب المؤرخ روبرت غولدبيرج أن المقصود بذلك: «أن القصة قد ماتت في اليوم التالي».
وفي وقت لاحق، تلاشى الاهتمام بحادثة روزويل لأكثر من 30 عامًا.